# スイート・ライフ オン・クルーズ
『スイート・ライフ オン・クルーズ』（原題：The Suite Life on Deck）は、米ディズニー・チャンネルで2008年9月26日から2011年5月6日まで放送されたテレビドラマ。同じく米ディズニー・チャンネルで放送された『スイート・ライフ』の続編。日本では以前ディズニー・チャンネル（2013年1月まで）とDlife(2013年5月25日まで)で放送していた。現在は、ディズニーXD（2013年2月11日から）で放送中。

## 概要
新シリーズの舞台は海の上。ふたごのザックとコーディーが、ロンドンの父親が所有する豪華客船ティプトン号で旅をすることになった。船は旅行客や船内の学校、セブン・シー高校の生徒を乗せて世界を回る。ロンドンの父は、この学校で娘がいい生徒になってくれることを期待するのだが…。ザックとコーディーの羅針盤の針は常に”いたずら”を指している。ロンドンは、カンザスから来たカントリーガール、ベイリーとの小さな部屋での共同生活、決してゴージャスとは言えないライフスタイルを経験し、様々なことを学んでいく。（ディズニーチャンネルより）
「スイート・ライフ」の舞台は海へ！世界を旅する高級大型船SSティプトンで、半年間の船上プログラムに参加することになったザックとコーディー。父親の差し金で乗船するはめになったロンドン、農場からやってきた15歳の美少女、ベイリーも同乗。ザックとコーディーはすっかりベイリーのとりこに。一方SSティプトンの「ホテル・マネージャー」になったモーズビーは、しぶしぶロンドンの監視役も引き受ける。（ディズニーXDより）
なお、前作「スイート・ライフ」の出演者がゲストとして登場することがある。

## 登場人物

### 主要キャスト
- ザッカリー・"ザック"・マーティン

演：ディラン・スプラウス（英語）/声：細野雅世
Season1
整頓は苦手、思い立ったら即行動、スポーツ好きで行動派の双子の兄。船内で食べ物など必要な物品を購入する際に使うカードを無駄に使って、限度額を超えてしまう。それを見たモーズビーがアルバイトを勧めたため、船のジュースバーで働く事になる。彼の作るジュースは人気があり、仕事は真面目にやっており、よくテーブルを無意識に拭いている。学問は苦手とされているが、母親の話では「やらないだけでやればできる子」と言っている。机に向かうより、スポーツ、特にバスケットボール、サッカーを得意とする。そして、時には利己的ないたずらをも楽しんでやる。弟のコーディーにもよく悪戯をしたりするが、実は弟思いで、船旅をきっかけにベイリーと出会い、コーディーと取り合いになるが、ベイリーと自分が合わないと考えて身を引いた。悲観的になった弟のコーディに対しては、「そんな弱気でいいのか」と励ましたこともある。その一方で、相変らず男友達と悪戯をすることを楽しみとしている。根は優しいがその面はあまり人前では見せない。
Season2
一人の女の子と付き合うのは面倒なだけと言って相変らず、悪戯を楽しんだり、悪知恵を働かせたり、とにかく「毎日楽しく生きる」をモットーにしている。ザックは、エステバンが結婚式で舟に乗り込んだ時、結婚は人生の墓場だとみんなの前では言っているが、母親離れができないエステバンに「男同士の話」として、自分の体験談を元にアドバイスをする。エステバンに「本当は、ロマンティックなんだね」と言われると、口止めをして「絶対に他の人に言うなよ」と釘を指した。
Season3
弟のコーディーがベイリーと別れ手紙を置いて失踪したのをみて、心配になり、ウディーを誘って修行場に乗り込んで、一緒に修行を始める場面ではじまる。舟に戻ってきた後、ザックは、はじめて心から好きになる女性があらわれる。その名はマヤ 。ザックはマヤのためにサプライズパーティを開く。 その後マヤと付き合うようになる。しかし最終話ではマヤが、チャドに行くため長距離恋愛は耐えられないということでマヤに別れを切り出されたが、実はザックのほうから別れを切り出そうと考えていたものであった。
※詳細はザック・マーティン（英語）を参照のこと。
- コーディー・マーティン

演：コール・スプラウス（英語）/声：長谷瞳
Season1
知的で賢く、整理整頓が得意な双子の弟。学者に大きな関心を持っていて知的な発言をよくするが、スポーツは苦手。子供用プールも泳げない。同じく知的で頭の良いベイリーが好きになり、ベイリーを誘致するための最初のシーズン全体を通して何度も試みるが、ことごとく失敗に終わる。最終的に兄のザックと競争して勝ち付き合うことになる。（コーディーはザックのさりげなさには気づいておらず、おちょくるだけだと思っている）シーズン1最終話で、ハンナ・モンタナのコンサートをきっかけにベイリーと付き合い始める。
Season2
ベイリーとはすっかり意気投合し、彼女と常に行動を共にしている。結婚式は伝統的な形式で行うことを考えていたが、エステバンの結婚式の前に起こった一連の騒動の後では、「こんな伝統的な結婚はいやだ。結婚したくなったら駆け落ちする」と発言している。シーズン2の最終話では些細な行き違いから2人の信頼関係が失われ、パリのエッフェル塔でベイリーとは完全に絶交してしまう。それは丁度2人が付き合い始めてから1年目の記念日であった。
Season3
ベイリーとの失恋のショックのあまり、丸坊主にし、モンテカルロへ発って出家を試みるも、ザックの説得の末に船に戻った。ベイリーとは完全にお互いの持ち物を返しあうなど他人行儀で接しているが、本心では彼女に未練を感じており、ベイリーからもかすかな未練を持たれている。破局以降、男友達とつるむようになり、更にとぼけた言動が目立っている。Season3終盤に、ベイリーとの破局を元ネタにした台本を書いてクラスの出し物として上演して彼女を深く傷付けてしまったのを機に、破局後も未だ大切に思っていたという本音を伝えて、自らの過ちを謝罪し、ベイリーとは復縁する。
※詳細はコーディー・マーティン（英語）を参照のこと。
- ロンドン・ティプトン

演：ブレンダ・ソング（英語）/声：新井里美
父親の「立派な生徒になって欲しい」という希望でセブン・シー高校に入学することになった。しかし当初は相部屋を嫌がっており、元々のルームメイトを買収して船から降ろしたり、女の子だとばれたベイリーと相部屋になると言われた際は自家用ジェット機で船から出て行くこともあった。自分の洋服店が船内にあるが、自分の服をしまう口実にしているだけなので、売れると怒る。ローマに寄港した際は詐欺師とその甥であるルカに2万ドル騙し取られるが、ルカとは実は両想いだった。Season3では「ザックやコーディーのように自分にそっくりの双子がいれば、自分の嫌なことをもう一人の自分に押し付けることができる」とひらめき、オーディションでロンドンにそっくりな女性をみつけるが、彼女はザックに好意を寄せてしまう。
※詳細はロンドン・ティプトン（英語）を参照のこと。
- ベイリー・ピケット

演：デビー・ライアン（英語）/声：宮原永海
カンザス州ケトルコーンの農場からやってきた少女で、世界を見て回りたいと思っている。ところがセブン・シー高校の女子生徒用の部屋には空きがなく、やむを得ず男子生徒のフリをして入学することにしたのだが、実は女の子だと発覚してしまう。ザックの懸命な説得により舟に残る事ができ、無理矢理一人部屋にしていたロンドンの部屋に入ることに。ロンドンは当初相部屋をひどく嫌っていて、このことをきっかけにロンドンは船から脱走したが、少しずつ仲良くなっている。ロンドンのWEB番組で散々コケにされたことがある。7人兄弟の長女のようで妹が3人、と本人は主張している。Season2ではコーディーと交際するが、喧嘩をすることも少なくなく、同シーズンの最終話にて、ある誤解が基で起こった小さなすれ違いが原因となって恋愛関係が破綻してしまう。しかし破局後もコーディーに未練を感じており、最終的にはSeason3の終盤でコーディーと仲直りし、復縁する。
※詳細はベイリー・ピケット（英語）を参照のこと。
- マリオン・モーズビー

演：フィル・ルイス（英語）/声：青山穣
前作ではティプトンホテルの支配人だったが、今作ではティプトン号の支配人。各国の語学が堪能で、ポケットチーフを愛して止まない。ロンドンの父親が不在で面倒を頼まれたため、セブン・シー高等学校プログラムに参加とロンドンをだまし、彼女を舟に乗せた。ロンドンの良き理解者であると同時に、ザック・コーディーの双子やその他の生徒の監視役でもある。船内では皆から恐れられている様で、救命ボートで船を降りてしまったときには船内の従業員が、彼の姿が見えない内にパーティーをしていた。母国英語版では"Good luck with that."が、お馴染みのキャッチフレーズになっている。Season3中盤でエマと付き合うようになる。
※詳細はモーズビーさん（英語）を参照のこと。
- マーカス・リトル

（Season2 Episode10（第31話）からSeason3 Episode6（第57話）まで登場※第52・53・54話の出演なし）
演：ドック・ショウ（英語）/声：代永翼
昔は“リル・リトル”という名でグラミー賞を取るほどの有能な歌手だったが、現在は普通に一般人として暮らしている。一方で、自分の正体をバラすと騒ぐ周囲にうんざりしていた。ティプトン号に来てからは一般生徒として生活したいと考えるも、正体を突き止められてしまう。幼少時から芸能活動に明け暮れていたため、普通の子供と同じような少年時代を送ることが出来なかった。この話を聞いたザックが、1週間で子供時代を取り戻す手伝いをした。第57話「マーカスのヒップ・ホペラ」でニューヨークのブロードウェイに招待されたため船を降りた。
ドラマの中で、国際チェス選手権のジュニアチャンオンになった。
マーカスリトルが出演している第31話〜第57話は、オープニングを一部変更し、ドック・ショウの名前を追加している。
※詳細はマーカス・リトル（英語）の個別項目を参照のこと。

### サブキャスト
- ウディー・フィンク

（全シーズン登場）
演：マシュー・ティモンズ（英語）/声：阪口大助
本名はウッドロー・フィンク。パーマヘアで体が大きい男子で少々天然な性格。コーディーのルームメイトであり、コーディーやザックの友人。“勉強ができない”という繋がりでロンドンやザックと行動をともにすることが多々ある。不潔なところがあり、足にキノコが生えたことがある。さらにオナラがとても臭いらしく、彼によればコーディーはこれが原因で6分間息を止められるようになった。オナラが原因で部屋が爆発したこともあり、オナラで音楽も演奏できる。味覚は大変に鋭く、ザックが特別に作ったジュースの原材料を全て（右足の小指を突っ込んだことも含めて）当てた。セブン・シー高校の同級生であるアディソンに好意をよせていて、アディソンもまんざらではない様子。Season3にて一度だけ妹が登場した。なお、ほぼすべての回に出演しているが、主要キャスト扱いではない。
- エマ・タトワイラー

（全シーズン登場）
演：エリン・カーディロ（英語）/声：山田智子
“タトワイラー先生”の愛称でみんなから親しまれるティプトン号の赤毛の教師。恋愛運が無いらしく常に出会いを求めていて、失恋するたびに猫を飼っているらしい。だが、Season3でモーズビーと付き合うようになる。
- マヤ・エリザベス・ベネット

（Season3のみ登場）
演：ゾーイ・ドゥイッチ（英語）/声：今井麻夏
ドーナツの日にセブン・シー高校にやってきたニューヨーク出身の女の子。ザックが一目惚れした人の一人であり、さらに彼が本気で恋した人。最初は“プレイボーイ”というザックの噂（事実だが）から、彼のアタックには抵抗していたが、のちに付き合うことになる。しかし最終話でザックを振った。また、船には乗っている日は少ない。
※サブキャストの詳細は、過去に出演したゲストも含めスイート・ライフ オン・クルーズのキャラクター（英語）を参照のこと。

## エピソード

### シーズン1（全21話）
- 第1話 出航！ ティプトン号
- 第2話 オウムの消えたオウム島
- 第3話 ヨーヨーでよれよれ
- 第4話 犬豚知恵比べ
- 第5話 仮面のショーガール
- 第6話 越えられない日付変更線
- 第7話 アフロディーテの首かざり
- 第8話 伝説の怪物
- 第9話 再会の夏休み
- 第10話 あなたってサイテー!
- 第11話 相性診断で恋人探し
- 第12話 マディーに求婚
- 第13話 ローマの恋
- 第14話 催眠術
- 第15話 帰って来たルームメイト
- 第16話 コーンクィーンとコーンキング
- 第17話 親子で船の旅
- 第18話 夢の宇宙飛行士
- 第19話 記憶をなくしたマーメイド
- 第20話 ブルーなティーン・クルーズ
- 第21話 傷だらけのクルージング

※第20話はウェイバリー通りのウィザードたちとシークレット・アイドル ハンナ・モンタナとのコラボレーション。ハンナもウィザードもクルーズでGOの中編で出番は前編から後編まで登場。

### シーズン2（全30話）
- 第22話 盗まれた極秘情報
- 第23話 恋はマジック
- 第24話 任命！廊下監視員
- 第25話 ジェラシーのフード・バトル
- 第26話 香水で成績アップ
- 第27話 タイのおばあさま
- 第28話 バナナ恐怖症
- 第29話 救命ボートの反乱（前編）
- 第30話 救命ボートの反乱（後編）
- 第31話 転校生は有名人
- 第32話 ヒット曲でひともうけ
- 第33話 あべこべザック＆コーディー
- 第34話 ミス・ティプトン・コンテスト
- 第35話 ご先祖さまはスウェーデン人
- 第36話 エステバンの結婚式
- 第37話 ふくらんだウソ
- 第38話 カービー・コーチの猛特訓
- 第39話 名探偵コーディー
- 第40話 プリンセス・ザリアの冠
- 第41話 100万ドルは誰のもの？
- 第42話 おとぎの国のスイート・ライフ
- 第43話 結婚ごっこ
- 第44話 魔法のランプ
- 第45話 僕らはクジラのパパとママ
- 第46話 ニュース番組に挑戦
- 第47話 ティプトン号 未来への旅
- 第48話 コーディーの「鳥」
- 第49話 元カノにジェラシー！？
- 第50話 パリでさよなら（前編）
- 第51話 パリでさよなら（後編）

※第29話と第30話、第50話と第51話は1時間の特別エピソードのため基本的に併せて1話として放送される。

### シーズン3（全22話）
- 第52話 失恋克服法
- 第53話 ウディーの突然変異！
- 第54話 ダンスのお相手
- 第55話 ザック 本気の恋
- 第56話 決定！チェスのチャンピオン
- 第57話 マーカスのヒップ・ホペラ
- 第58話 コンピューター・ガール
- 第59話 サプライズ・パーティー
- 第60話 ラブ＆ウォー
- 第61話 ジェシー・ベル号の悲劇
- 第62話 トラブル・イン・トウキョウ
- 第63話 ディッチ・デー
- 第64話 ウディの妹
- 第65話 スノーモービルで南極へ
- 第66話 ロンドン・キャロル
- 第67話 上演！パリの悲劇
- 第68話 スイート・ライフ・イン・ケトルコーン　パート1
- 第69話 スイート・ライフ・イン・ケトルコーン　パート2
- 第70話 スイート・ライフ・イン・ケトルコーン　パート3
- 第71話 スネーク・パニック
- 第72話 卒業ダンスパーティー
- 第73話 卒業 さよならティプトン号

※第66話「ロンドン・キャロル」は、クリスマスの時期（12月）のみ放送のエピソード

### 番外編
- 映画

スイート・ライフ/ザ・ムービー
（原題：The Suite Life Movie）
テレビ映画としてディズニー・チャンネルで放送された。
日本初放送は2011年9月18日
- Weasels on Deck（原題）

ディズニーXDにて放送されている『爆音家族』に、本作のキャラクターとして出演者3人（ディラン＆コール・スプラウス、フィル・ルイス）がゲスト出演した。
なお、『爆音家族』側での邦題は『スイート・ウィーゼル オン・クルーズ』。